# Magdalena Kowalczyk (siatkarka)
Magdalena Kowalczyk z d. Wawrzyniak (ur. 14 marca 1990 w Myszkowie) – polska siatkarka, grająca na pozycji atakującej. Jest wychowanką SMS-u Sosnowiec działającej przy Polskim Związku Piłki Siatkowej. Znalazła się w kadrze juniorek reprezentacji Polski. W maju 2020 roku podjęła decyzję o zakończeniu kariery.
Ma siostrę bliźniaczkę Katarzynę, która również jest siatkarką.

## Sukcesy klubowe
Superpuchar Polski:
- 2007

Mistrzostwo Polski:
- 2008